# Culpinia feroniaria
Culpinia feroniaria är en fjärilsart som beskrevs av Charles Oberthür 1916. Culpinia feroniaria ingår i släktet Culpinia och familjen mätare. Inga underarter finns listade i Catalogue of Life.